# JPelirrojo
Juan Miguel Flores Martín (Madrid, 14 novembre de 1985) conegut com a JPelirrojo, és un Youtuber espanyol amb més d'un milió de subscriptors.

## Biografia
Aficionat al paracaigudisme i al rap, resideix a Collado Villalba. Té un germà petit, en Curricé, que també es youtuber i cantant, i una germana gran, Rebeca.
JP va treballar com a actor, sortint en diversos anuncis emesos a Espanya de marques com Jazztel, Worten o Telepizza en l'epoca de 2012. Va començar a pujar vídeos a Youtube i guanyar popularitat a partir del 2006, per visibilitzar la seva feina com actor. A partir del 2010 va començar a pujar un vídeo al dia. El 2016 va col·laborar amb els gelats Maxibon de Nestlé, però la marca va cancel·lar-ho quan en JPelirrojo va alegrar-se de la mort d'un torero que va morir en aquella època.
Ell critica el sistema educatiu actual perquè diu que no ensenya a ser feliços, només a treballar per a altra gent, per això el 2019 va muntar un curs per ensenyar a ser feliç. Aquest curs primer comptava d'un repte gratuït de set dies a través de WhatsApp, després va oferir una masterclass a 200 participants del repte de WhatsApp pel preu simbòlic d'1€. Finalment va passar a oferir-ho per gairebé 4000 € amb un preu rebaixat fins a 1000 € pels seus seguidors, altres youtubers com La gata de Schrödinger, que va xerrar amb una participant del curs, ho qualifiquen de tim.
El 2014 va anar amb la seva parella Rocio (RoEnLaRed) i els seus amics a Disneyland París i li va demanar matrimoni amb la presència den Mickey Mouse i na Minnie Mouse. El 2018 ell i na RoEnLaRed varen rompre, segons la youtuber Soyunapringada, la forma en com JPelirrojo tractava a RoEnLaRed va influir en la ruptura.